# بنك سورية والمهجر

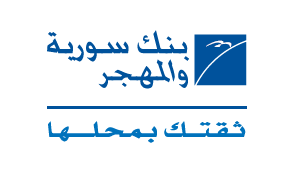
شعار بنك سوريا والمهجر

بنك سوريا والمهجر، هو بنك سوري مقره الرئيسي في دمشق تأسس في عام 2003 وباشر عمله في كانون الثاني 2004، وهو من أول المصارف التي باشرت العمل في السوق السورية، رأس المال 3,600,000000 ليرة سورية.

## المساهمون
- بنك لبنان والمهجر بنسبة 49%
- المؤسسون 11.35%
- مساهمون سوريون 39.65%.[4]

## مجلس الإدارة
- الدكتور علي زين رئيس مجلس الإدارة
- السيد نوار سكر نائب رئيس مجلس الإدارة
- الآنسة ندى شيخ ديب عضو مجلس الإدارة
- السيد فهد تفنكجي عضو مجلس الإدارة
- السيد اياد بيتنجانة عضو مجلس الإدارة
- السيد محمد أديب جود عضو مجلس الإدارة
- السيد جورج شديد عضو مجلس الإدارة
- الآنسة آزادوهي طوباليان أمين سر المجلس واللجان المنبثقة عن مجلس الإدارة.

## الإدارة التنفيذية
- السيد ميشال عزام - المدير العام
- السيد سمير باصوص - نائب المدير العام
- السيدة ريما جواد - مدير عام مساعد/ الموارد البشرية
- السيدة عناية سوبرة - مدير رئيسي/ العلاقات الدولية

## شركات فرعية
بنك سورية والمهجر من المساهمين في الشركة السورية الدولية للتأمين ش م م ع (آروب سورية)، وفي شركة سورية والمهجر للخدمات المالية المحدودة المسؤولية.